# Aloe marsabitensis
Aloe marsabitensis é uma espécie de liliopsida do gênero Aloe, pertencente à família Asphodelaceae.